# Russo-Américains
Les Russo-Américains sont les Américains possédant en partie ou en totalité des origines russes. Plusieurs groupes ethniques sont confondus comme les Biélorusses, les Ukrainiens, les Arméniens, les Géorgiens, et d'autres groupes présents en Russie à différentes époques (Empire russe, Union des républiques socialistes soviétiques, ou Russie) et parlant la langue russe.
Selon l'American Community Survey, en 2018, 2 502 911 personnes déclarent avoir au moins un ancêtre russe, soit 0,8 % de la population totale et 919 279 Américains de plus de 5 ans déclarent parler russe à la maison, soit 0,3 % de la population, et 36,7 % de la population russo-américaine.
Cette origine ethnique pourrait peut-être avoir plus de représentants, mais pour des raisons historiques, surtout du fait de la guerre froide, et du passé communiste de l'URSS, de nombreux Américains avec des origines Russes ne se déclarent pas de cette origine, lors de recensements, ou n'indiquent pas d'origine ethnique en particulier, ce qui est un droit de tout citoyen Américain, du fait surtout de souvenirs familiaux difficiles des départs, souvent pour des raisons politiques, ou religieuses, et tournent la page de ce passé, pour les valeurs démocratiques américaines.   